# Stobno (wieś w powiecie czarnkowsko-trzcianeckim)
Stobno – wieś w Polsce położona w województwie wielkopolskim, w powiecie czarnkowsko-trzcianeckim, w gminie Trzcianka.
1 stycznia 1992 część wsi (30,84 ha) włączono do Piły.

## Położenie
Stobno leży 13 km na północny wschód od Trzcianki, przy drodze wojewódzkiej nr 180, nad Strugą Stobnieńską.

## Historia

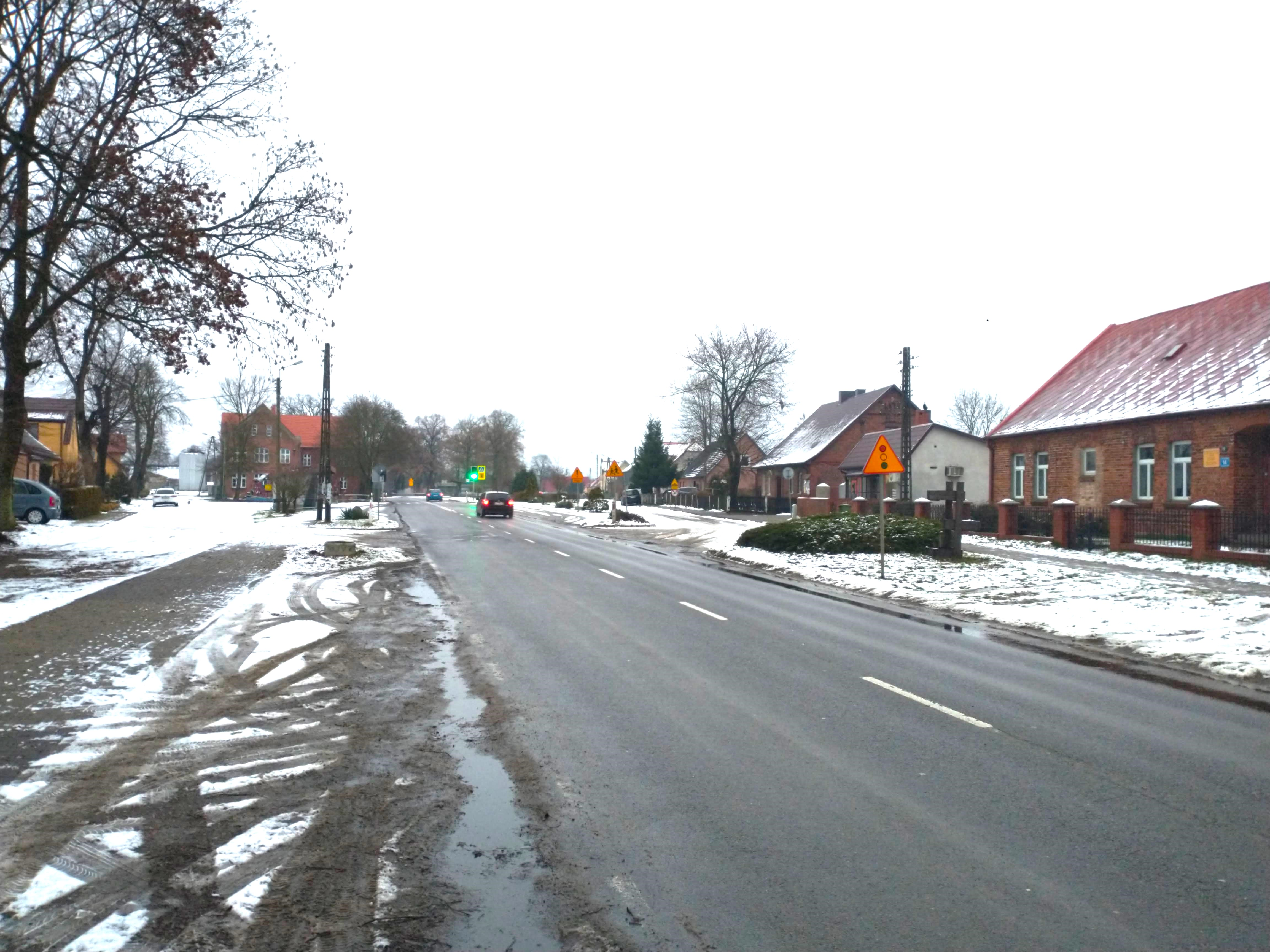
Centrum wsi

Wieś pierwotnie związana była z Wielkopolską. Pierwsza wzmianka z 1419 wiązana dotychczas z osadą o nazwie Stobno budzi obecnie kontrowersje historyków ponieważ z jej kontekstu wynika, że chodzi raczej o wieś parafialną Izdebno na wschód od Janowca Wielkopolskiego na pograniczu powiatów gnieźnieńskiego oraz kcyńskiego.
Okolice wsi były jednak zasiedlone wcześniej niż pierwsze historyczne zapisy. W dwudziestoleciu międzywojennym archeolodzy odkryli w Stobnie ślady pierwszych zbiorowisk ludzkich z okresu młodszej epoki kamiennej.
W 1510 miejscowość odnotowano pod obecną nazwą Stobno. Sołectwo było we wsi opuszczone. Mieszkało w niej wówczas 5 kmieci, którzy nie posiadali łanów, lecz uprawiali niewiele ziemi. W osadzie było także 3 karczmarzy. Kmiecie ci nie płacili nic plebanowi, a 3 karczmarze płacili po 3 solidy i świętopietrze. W 1565 w Stobnie odnotowano folwark oraz 6 kmieci gospodarujących na 3 śladach, 6 zagrodników, 6 kołodziejów, którzy płacili daninę zwaną leśne za korzystanie z drewna. Odnotowany pod tą datą został także młynik o jednym kole korzecznym leżący w odległości 0,5 mili od wsi. Do miejscowości przynależała również puszcza, na strudze Pokrzywnica: bory oraz lasy niewielkie, które według dokumentu nie przynosiły mieszkańcom pożytku. W połowie XVI wieku wieś leżała w powiecie poznańskim Korony Królestwa Polskiego.
Przed rokiem 1586 odnotowano zarazę w Stobnie. W 1586 odbyło się postępowanie sądowe w sprawie rozgraniczenia starostw wałeckiego i ujskiego przeprowadzone przez wojewodę poznańskiego i starostę ujskiego Stanisława Górkę, który przed rewizorami królewskimi postawił świadków, lokalnych mieszkańców pogranicznych, w tym m.in. młynarza Gędka z Pokrzywnicy, z młyna Gędek (obecnie to osada Kłoda), który zeznał, że wieś Pokrzywnica oraz jego młyn założona została na gruncie wsi Stobno w starostwie ujskim. Wojewoda Górka jako świadków postawił przed sądem również 5 kmieci ze Stobna, z których rewizorzy wybrali Macieja Pieczkę lat 50 i Macieja Szurka lat 30. Starszych świadków w Stobnie nie było ponieważ zmarli w czasie zarazy. Rewizorzy królewscy ocenili wówczas, że opinia lustratorów z 1565 o niewielkim pożytku z lasów w Stobnie jest niesłuszna, bo w trakcie ich postępowania udowodniono, że na terenie tych lasów było wiele barci, z których płynął dochód zarówno do stwa wałeckiego, jak i do starostwa ujskiego. W 1593 Jan Potulicki wojewoda kaliski i starosta ujski wydał przywilej dla sołtysa w Stobnie.
W 1692 roku wieś zamieszkiwało czterech budników, działał też folusz. Wieś stanowiła własność królewską w starostwie ujsko-pilskim aż do 1772 r. Pod koniec XVI wieku miejscowość była wsią królewską należącą do królów polskich i leżała do starostwie ujskim w powiecie poznańskim województwa poznańskiego w Rzeczypospolitej Obojga Narodów.
Po I rozbiorze Polski trafiła w granice Królestwa Prus.
W latach 1926–1927 został zbudowany w stylu eklektycznym kościół pw. św. Franciszka z Asyżu, jako filia kościoła parafialnego w Pile.
Ludność niemiecka opuściła Stobno w 1945 r., a zastąpili ją Polacy, w większości z Kresów Wschodnich oraz Łemkowie. W latach 1975–1998 miejscowość należała administracyjnie do województwa pilskiego.

### Zabytki
Do zabytków Stobna należy stopień wodny „Nowe nr 12”, na rzece Noteć, mający w składzie:
- urządzenia hydrotechniczne z 1896 r.
- dom z końca XIX w.
- budynek mieszkalno-gospodarczy z końca XIX w.
- schron bojowy z 1938 r.

## Kultura i edukacja
We wsi znajduje się przedszkole, szkoła podstawowa, remiza OSP, jak również Ośrodek Hipoterapii i Rehabilitacji dla Dzieci Niepełnosprawnych „Stecrom”.